# まこと (ストリーマー)
まことは、日本のライブ配信者、声優、ASMRtistである。いわゆる「萌え声」配信者として定評があり、その草分け的存在として知られる。

## 略歴
小学生の頃からインターネットを始めた。
インターネットラジオサイトのねとらじ出身で、2006年にねとらじで配信活動を開始、ピアキャストでも活動した。2009年6月26日にニコニコ動画のニコニコミュニティ『all standard is u☆。』を開設、同年にニコニコ生放送で配信を開始した。ニコニコ生放送では特にゲーム実況で支持された。会員限定のニコニコチャンネル『all standard is ｃ☆。』は2019年2月発表の月額有料会員数上位50チャンネル、同年5月発表の月額会員数上位100チャンネルにランクインした。
2012年にオンラインゲーム『ダンジョンヒーロー』に登場する3つの職業「剣士」「冒険家」「学者」の内、「学者」の声を担当し、声優デビューを果たした。2016年には『師匠シリーズ』に音響役で出演した。
同人音楽活動も行っており、2012年12月31日にコミックマーケット83でulu名義の1枚目のオリジナルアルバム『Alma』を発売、C83以降も同人音楽作品を発表し、歌唱だけでなく、作詞も手掛けた。収録楽曲はYouTubeチャンネルのBGMなどに使用されている。
2017年8月8日にYouTubeで本格的に活動を開始した。同年10月に『PLAYERUNKNOWN'S BATTLEGROUNDS』(PUBG) の公式パートナーに就任した。2018年7月23日にYouTubeのチャンネル登録者数10万人を達成、2019年2月17日にニコニコミュニティの参加人数であった16万人に到達した。
2022年4月20日に『macoto official fanclub』を公開、同年5月19日から本格的に活動を開始した。

## ASMR
2012年にニコニコ生放送でASMRバイノーラル（立体音響）配信を開始した。
2018年10月26日にニコニコ動画に開設された新コミュニティ「ASMR村」で同日に配信されたASMR公式生放送『【萌え声とASMRを科学する】まことさんの声を聞きながら気持ちよく寝よう』に出演した。「萌え」を研究する専門家である金沢工業大学の山田真司教授（芸術工学博士）が萌えボイスが特徴のまことの声の心地よさを解明、解説した。
2018年時点で3Dio社のバイノーラルマイク「3Dio Free Space Pro II Binaural Microphone」を使用していたが、2019年7月にノイマン社のダミーヘッドマイク「NEUMANN KU 100」を導入した。2020年1月には特注ダミーヘッドマイクを導入した。
2019年にSBクリエイティブが運営するメディア『ビジネス+IT』で「まこと」と「はとむぎ」がASMR動画のカリスマ投稿者として紹介された。

## バーチャルYouTuber
2018年11月11日にバーチャルYouTuberのアバターモデルがニコニコチャンネル会員限定で公開され、11月12日にニコニコ動画に投稿された踊ってみた動画「【Vtuber】まこと/好き！雪！本気マジック【MMD】」で一般公開された。YouTubeでは2018年12月8日にASMRライブ配信で3Dモデルが披露された。Vチューバーのデザインイラストは天壌りゅか、3Dモデルの制作はなめくじが担当した。
2020年9月17日にLive2Dを使用した新しいアバターモデルが公開された。キャラクターデザインは恋小いろり、Live2Dモデルの制作はrariemonnが担当した。2021年9月13日に恋小いろりがデザイン、乾物ひものがLive2Dを担当した新衣装モデルが公開された。2022年11月13日にぬふちゃ🍵がデザインを担当した新衣装モデルが公開された。

## 出演
太字はメインキャラクター。 

### ゲーム
- ダンジョンヒーロー（2012年、学者、他[9]）

### ラジオドラマ
- JFN夏特番ラジオドラマ「師匠シリーズ」（2016年、JFN系列、音響[14][29]）

### ドラマCD
- 師匠シリーズ サウンド・ドラマ 〜あの夏の日より〜（2017年、音響[30]）

### インターネット配信
- デスゲーム（2018年、AbemaTV ウルトラゲームス）[31]
- 【萌え声とASMRを科学する】まことさんの声を聞きながら気持ちよく寝よう（2018年、ニコニコ動画公式番組）[8]
- 平成最後の志麻大忘年会（2018年、OPENREC.tv公式番組）[32][注 2]

### その他コンテンツ
- 徒歩・カーナビアプリ「MAPLUSキャラdeナビ」（2020年、エディア）[5]

## ディスコグラフィ

### 同人作品
- ulu 1st album『Alma』（2012年、ULU-001）[15]
- ulu 2nd album『Psyche』（2013年、ULU-002）[33]
- ulu 3rd album『Fortuna』（2014年、ULU-003）[34]
- ma.co『macollection』（2016年、MACO-001）

### 参加作品
| 発売日        | 商品名                              | 歌           | 楽曲            | 備考 |
| ------------- | ----------------------------------- | ------------ | --------------- | ---- |
| 2021年7月14日 | Neko Hacker『Neko Hacker Ⅱ: Stray』 | feat. まこと | 「Sleep Tight」 |      |